# Siracusa Passito
Il Siracusa Passito è un vino a DOC che può essere prodotto nel comune di Siracusa nell'omonima provincia.

## Vitigni con cui è consentito produrlo
- Moscato bianco per almeno l'85%
- altri vitigni a bacca bianca, idonei alla coltivazione nella Regione Siciliana per un massimo del 15%

## Tecniche produttive
Il "Siracusa Passito" deve essere ottenuto da uve passite sulla pianta o dopo la raccolta.

## Caratteristiche organolettiche
- colore: dal giallo dorato più o meno intenso all'ambrato;
- odore: delicato, caratteristico;
- sapore : dolce, aromatico, gradevole;

## Produzione
Provincia, stagione, volume in ettolitri